# Pénznevek listája etimológia szerint
A pénznevek eredete nagyon változatos. Az alábbi listában eredet szerint kategorizálva mutatjuk be őket.

## Személynévre visszavezethető pénznevek
- balboa – Vasco Núñez de Balboa
- bolívar – Simón Bolívar
- colón – Cristóbal Colón (Kolumbusz Kristóf)
- córdoba – Francisco Hernández de Córdoba
- dareikosz – Dárius Hisztaszpisz (perzsa)
- dukát – ducatus (latin): herceg
- guaraní – a guaranik, egy dél-amerikai őslakos nép nevéből
- lek – Leka i Madh (albán): Nagy Sándor
- lempira – Lempira (közép-amerikai őslakos vezér)
- Napoleon d´or
- Friedrich d´or
- Louis d´or
- Wilhelm d´or

## Földrajzi névre visszavezethető pénznevek
- afgáni – Afganisztán
- boliviano – Bolívia
- euró – Európa
- franc – Franciaország (francia)

Franken – német
franco – olasz
frank – magyar
- guinea – Guinea
- kwanza – a Kwanza folyó nevéből
- litas – Litvánia
- nakfa – Nakfa városáról
- Taler (1901 előtt: Thaler) – Joachimsthal

daalder – holland
dollar – angol (a fentiből)
dollár
dalasi
tala
tallér
thaler – angol
tolar – szlovén

## Számnévre visszavezethető pénznevek
- 4

Vierer
fillér – a Vierer német pénznévből
- 10

denarius – a deni osztószámnévből, jelentése: tíz-tíz, tízesével, tízenként.
báni dénár
ban – román aprópénz (magyarul bani)
dénár
dinar
dinár
denar
- 100

centas
centavo
cent
centésimo
centième
centime
eurocent
qindarkë
santim
sztotinka
- 1000

mil
millim
millième

## Mennyiségnévre visszavezethető pénznevek
- baht – hagyományos tömegmérték (15,16 g)
- iraimbilanja – „egy vassúly”
- drachma – marék (görög, bizánci)

dram – örmény
dirhem – arab
dirham – arab
diram – tádzsik
- márka – mark, nemesfémekhez használt súlymérték (német, svéd, észt)

markka – finn
marka – lengyel, szerbhorvát
- római font

libra – latin
lira – olasz
livre – francia
pondus – latin
puond – angol
punt – ír
Pfund – német

## A pénz anyagára visszavezethető pénznevek
- arany

aureus – latin
cservonyec – червонное золото (orosz): színarany
gulden – holland, átvette a német is
guilder – angol
złoty – lengyel
- ezüst

ngultrum – dNgul Tam (dzongkha): ezüst pénz
rubel – рубить (orosz): darabolni → egy darab ezüst
- réz

đồng – đồng (vietnami): réz
- kauri

cedi
- Evechinus chloroticus (egyfajta tengeri sün)

kina – az Evechinus chloroticus maori neve
- ló

hrivnya – гривня (ukrán): (ló)sörény
grivennyik – гривенник, tízkopejkás
- nyest

kuna – nyestbőr (horvát, ukrán, bolgár)
- medve

nogata – medvebőr
- mókus

veksa – mókusbőr

## Az éremképre visszavezethető pénznevek
- virág

florin – latin, átvette az angol is
fiorino – olasz
forint – magyar
- (címer)pajzs

écu – francia
escudo – portugál, spanyol
scudo – olasz
- korona

corona – latin
couronne – francia
Krone – német
krone – dán, norvég
krona – svéd
króna – izlandi, feröeri
kroon – észt
koruna – cseh, szlovák
- dárda

kopejka – копьё (orosz): kopja, dzsida
- oroszlán

lev – bolgár
leu – román

## Tulajdonságra visszavezethető pénznevek
- garas – grossus (latin): vastag
- gourde – gordo (spanyol): vastag, nagy
- jen – kerek
- jüan – kerek
- pengő – szép hangú
- tugrik – kerek
- ringgit – recés

## Egyéb
- Kwacha – bantu: hajnal („a szabadság új hajnala” jelszóból)
- manat – „moneta”: figyelmes latin szóból, ami egy ókori római pénzverde neve volt
- renminbi – renmin + bi (kínai): a nép pénze, népi pénz, néppénz